# Wieża ciśnień przy ul. Wojska Polskiego w Iławie
Wieża ciśnień przy ul. Wojska Polskiego w Iławie – wieża ciśnień położona przy ulicy Kolejowej, za stacją towarową, na południe od dworca Iława Główna.
Wieża stoi za siecią torów kolejowych i budynków zakładowych od roku 1942 i piętrzy się na wysokość 45,4 m. Konstrukcja nośna budynku obejmuje cztery słupy, które usytuowane są na planie kwadratu i tworzą sześć kondygnacji. Jednocześnie stanowią one podparcie całego stropu pod dnem zbiornika, którego pojemność wynosi aż 500 m³. Elementy konstrukcyjne wewnątrz wieży obejmują schody drewniane z poręczami prowadzące do samego zbiornika wodnego, do którego dostęp ułatwia dodatkowo drabina drewniana. Konstrukcja jest pokryta dachem w kształcie stożka, ten z kolei jest pokryty dachówką, gdzie na szczycie znajduje się wywietrznik-świetlik. Budowla posiada część zagłębioną w ziemię, w której usytuowany jest piec węglowy oraz pomieszczenie (magazyn) do przechowywania węgla. Stronę zewnętrzną trzonu charakteryzują widoczne okna w kształcie prostokąta, po sześć sztuk umieszczonych w czterech pasach, które regularnie rozmieszczone są na całym obwodzie budynku. Natomiast sama głowica podkreślona jest dookolnie w trzech pasach. 28 grudnia 1998 r. budynek został wpisany do rejestru zabytków nieruchomych woj. warmińsko-mazurskiego (nr rej.: 1619).